# 허수진 (작가)
허수진(영어: Soo Hugh, ?~)는 미국의 텔레비전 작가이자, 프로듀서, 텔레비전 프로그램 총괄 책임자이다.애플 TV+에서 이민진의 동명의 소설을 원작으로 해 2022년 3월부터 방영중인 드라마인 《파친코》의 총괄프로듀서로, 2023년 제28회 크리틱스 초이스 시상식 외국어드라마상을 수상했다.